# Cristóbal Gil
Cristóbal Gil Martín (Málaga, España, 5 de febrero de 1992) es un futbolista español que actualmente juega en el Club Deportivo Guijuelo de la Segunda División B de España. Su demarcación habitual es la de centrocampista o media punta.

## Trayectoria
Cristóbal es un jugador malagueño que se formó en la cantera del UD Almería y que hasta llegó a debutar contra el primer equipo rojiblanco. Después fue cedido una temporada, la 2014-15, al Nástic de Tarragona, club con el que ascendió de Segunda B a Segunda, gesta en la que participó activamente jugando 29 partidos, algunos de ellos del 'playoff', marcando un gol. Después, Cristóbal Gil rescindió su contrato con el equipo almeriense, firmando con la Cultural y Deportiva Leonesa, equipo con el que jugó en el grupo I de Segunda B.
Fue fundamental para el cuadro leonés jugando 32 partidos como titular y otros cinco como suplente, marcando 4 goles. Este centrocampista ofensivo sabe lo que es ver portería a lo largo de su carrera, ya que también lo hizo en el filial almeriense anotando 7 goles en la campaña 2011-12 y 4 en la 2012-13.

## Clubes
| Club                    | País   | Temporadas  |
| ----------------------- | ------ | ----------- |
| UD Almería B            | España | 2014        |
| Gimnàstic de Tarragona  | España | 2014-2015   |
| UD Almería              | España | 2015        |
| Cultural Leonesa        | España | 2015-2017   |
| Extremadura UD          | España | 2017        |
| Arenas Club             | España | 2017-2018   |
| Mar Menor Fútbol Club   | España | 2018-2019   |
| Club Deportivo Guijuelo | España | 2019-actual |